# Дзеркальниця гібридна
Дзеркальниця гібридна (Legousia hybrida) — вид квіткових рослин з родини дзвоникових. Батьківщиною цього виду є Північна Африка, Західна Азія, Європа.

## Морфологічна характеристика
Однорічна рослина 10–30 см, запушена короткими волосками чи гола. Стебла тонкі, прямовисні чи висхідні, слабо розгалужені чи зовсім не розгалужені, кутасті. Листки шорсткі, сидячі, оберненояйцюваті чи довгасті; верхні листки 10–15(30) × 3–5(10) мм. Квітки пурпурові, сидячі, нечисленні, у дрібних щільних щитках. Чашечка шорсткувата, з еліптично-ланцетними частками. Віночок малий, 2–3 мм у діаметрі, непоказний, майже зімкнутий, ледь дорівнює половині чашечки. Коробочка 15–30 мм завдовжки, зверху звужена. Насіння 1.5 × 0.7 мм, видовжено-еліптичне, стиснуте з боків. 2n = 20.

## Поширення
В Україні вид росте на сухих трав'янистих місцях, кам'янистих схилах — у гірському та пд. Криму.

## Використання
Декоративна рослина.